# Princeton Airport
Princeton Airport – lotnisko użytku publicznego w Montgomery Township w Somerset County w stanie New Jersey 5 km na północ od centrum Princeton oraz na zachód od Rocky Hill. Lotnisko jest prywatną własnością Princeton Aero Corp. Lotnisko mieści także Raritan Valley Flying School, Princeton Pilot Shop, Pacific Aircraft, Analar Helicopter Charter, Air Transport Charter i Nassau Helicopters.

## Historia
Lotnisko zostało założone przez Richarda A. Newhouse’a (oryginalna pisownia Neuhaus). Wśród jego innych projektów związanych z lotnictwem jest budowa w 1911 roku samolotu własnej konstrukcji, wyposażonego w ruchome lotki; była to duża innowacja, jako że samoloty w tym czasie wykorzystywały wygięcie skrzydła do kontroli przechylenia.
29 marca 1985 roku lotnisko zostało zakupione przez Princeton Aero Corporation. Szefami firmy są członkowie rodziny Nierenberg.

## Usługi i samoloty
Lotnisko zajmuje powierzchnię 104 akrów (42 ha), na której mieści się jeden pas startowy o wymiarach 1067 × 23 m (3500 × 75 ft).
W 2004 roku lotnisko przeprowadziło 56,9 tys. operacji lotniczych, średnio 156 dziennie.